# Região de Leiria
Região de Leiria ist eine portugiesische Subregion im Südwesten der Region Centro. Im Jahr 2021 verzeichnete die Subregion 286.809 Einwohner und eine Bevölkerungsdichte von 117 Einwohnern pro km2. Die Subregion hat eine Fläche von 2.449 km2, welche sich in 10 Kreise und 67 Gemeinden unterteilen lässt. Die Hauptstadt der Subregion ist die Stadt Leiria, die mit 128.616 Einwohnern in der gesamten Gemeinde und 68.410 Einwohnern im Stadtgebiet die größte Stadt der Subregion und die zweitgrößte Stadt der Region Centro ist. Sie grenzt im Norden an die Subregion Região de Coimbra, im Osten an die Subregion Médio Tejo, im Süden an die Subregion Lezíria do Tejo, im Südwesten an die Subregion Oeste und im Westen an den Atlantischen Ozean.
Médio Tejo besteht aus 10 Kreisen:
| Kreis               | Anzahl Gemeinden | Einwohner (2021) | Fläche km² | Dichte Einw./km² | LAU- Code | Distrikt |
| ------------------- | ---------------- | ---------------- | ---------- | ---------------- | --------- | -------- |
| Alvaiázere          | 5                | 6.238            | 160,47     | 39               | 1002      | Leiria   |
| Ansião              | 6                | 11.642           | 176,09     | 66               | 1003      | Leiria   |
| Batalha             | 4                | 15.557           | 103,42     | 150              | 1004      | Leiria   |
| Castanheira de Pera | 1                | 2.645            | 66,77      | 40               | 1007      | Leiria   |
| Figueiró dos Vinhos | 4                | 5.281            | 173,44     | 30               | 1008      | Leiria   |
| Leiria              | 18               | 128.603          | 565,08     | 228              | 1009      | Leiria   |
| Marinha Grande      | 3                | 39.024           | 187,25     | 208              | 1010      | Leiria   |
| Pedrógão Grande     | 3                | 3.390            | 128,75     | 26               | 1013      | Leiria   |
| Pombal              | 13               | 51.170           | 626,00     | 82               | 1015      | Leiria   |
| Porto de Mós        | 10               | 23.202           | 261,83     | 89               | 1016      | Leiria   |
| Região de Leiria    | 67               | 286.752          | 2.449,10   | 117              | 16F       | –        |